# Elusimicrobiota
Elusimicrobiota o Elusimicrobia es un filo de bacterias propuesto recientemente. Denominado inicialmente "Termita grupo 1", se encontró ampliamente en muchos ecosistemas tales como ambientes marinos, lodos, lugares contaminados, suelos, en termitas y otros insectos. La gran abundancia de Elusimicrobia se evidencia por las muestras de ARNr que se encuentran en estos entornos, pero los que viven como endosimbiontes en termitas son los más conocidos y estudiados.
El primer microorganismo cultivado fue Elusimicrobium minutum, el cual fue encontrado en larvas de escarabajos; es un pequeño bacilo Gram negativo de una longitud máxima de 0,3 micras que fermenta azúcares.
También se describe parcialmente dos especies del género candidato Endomicrobia, los cuales viven dentro de protistas flagelados que a su vez se encuentran en el sistema digestivo de termitas involucrados en la digestión de lignocelulosa.
Filogenéticamente, pertenece al reino Pseudomonadati y probablemente esté relacionado con el supergrupo PVC, o con el filo candidato Aerophobota. Por otra parte, Cavalier-Smith lo incluye en el grupo PVC sobre la base de caracteres compartidos y análisis moleculares.